# 杜防
杜 防（と ぼう、生没年不詳）は、遼（契丹）の政治家。本貫は涿州帰義県。

## 経歴
開泰5年（1016年）、進士甲科に及第した。起居郎・知制誥に累進し、当時の人に宰相の器であると評された。太平年間、政事舎人に転じ、枢密副使に任じられた。
重熙9年（1040年）、西夏軍が北宋に侵攻すると、北宋が郭稹を契丹に派遣して、西夏との講和の斡旋を願い出た。興宗は杜防を西夏に派遣して、両国の和解をうながさせた。西夏軍が撤兵して侵攻地を返還すると、杜防は参知政事に任じられた。韓紹芳・劉六符に憎まれたが、重熙12年（1043年）に韓紹芳らが罷免されると、杜防はますます興宗に信任されるようになった。重熙13年（1044年）、南府宰相に任じられた。重熙15年（1046年）、杜防に子が生まれると、興宗が杜防の邸に幸して祝い、王門奴の名を賜った。上奏に誤りがあったとして、武定軍節度使に左遷された。重熙17年（1048年）、召還されて再び南府宰相となった。重熙21年（1052年）秋、仁徳蕭皇后の祭祀にあたって、興宗が儒臣たちに詩を賦させたところ、杜防が第一の評価を受け、金帯を賜った。
道宗が即位すると、杜防は大行皇帝山陵使となった。清寧2年（1056年）、道宗は杜防の老体を気づかって、朝廷での執務は大綱のみを扱うよう勅諭した。ほどなく右丞相に任じられ、尚父の位を加えられて、死去した。中書令の位を追贈され、諡は元粛といった。
子の杜公謂は、南府宰相に上った。

## 伝記資料
- 『遼史』巻86 列伝第16